# Überzüchtung
Überzüchtung bezeichnet schlagwortartig eine durch die Zucht hervorgerufene, als negativ empfundene Veränderung im Phänotyp einer Zuchtpopulation. Hierzu gehören gesundheitliche Probleme wie beispielsweise Atemnot sowie Knorpel- und Knochenschäden. In der wissenschaftlichen Genetik wird die Bezeichnung Überzüchtung aufgrund ihrer unklaren und schlecht abgegrenzten Definition nicht verwendet.
Im populären Sprachgebrauch umschreibt Überzüchtung zumeist Phänomene aus dem Themenkomplex von Qualzucht, Inzuchtdepression und der Häufung von Erbkrankheiten in gewissen Haustierrassen, wobei letztere wiederum meistens durch einen genetischen Flaschenhals bedingt ist.

## Beispiel: Hunde
Die meisten Angehörigen der heute existierenden Hunderassen müssen aufgrund von Überzüchtungen mit massiven Einschränkungen oder Gesundheitsproblemen leben.
Beim Hund gehören zu den hervorgerufenen Problemen bzw. Einschränkungen:
- Bei Rassen mit vielen Gesichtsfalten: Fehlende Mimik
- beim Dackel die sogenannte Dackellähme
- bei überproportional großen Hunden oft Hüftprobleme
- Fontanellen bei sehr kleinen Hunden
- Bei Hunden mit sehr langen, herabhängenden Ohren, Ohrenentzündungen oder „Blutohren“[2]